# Міжнародна коаліція на підтримку України
Міжнародна коаліція на підтримку України (повна назва — Міжнародна коаліція на підтримку незалежності та територіальної цілісності України) —  міжнародне неофіційне об'єднання країн та всесвітніх організацій, які виступають союзниками України у гібридній війні, яку запровадила Російська Федерація проти незалежної держави Україна. Вперше про таке неофіційне об'єднання на підтримку незалежності та територіальної цілісності України заговорили одразу після анексії Росією Криму: більша частина світового співтовариства виступила за захист суверенітету України. Серед них низка країн, об'єднаних організацій, військово-політичних союзів, фінансово-економічних блоків тощо. Пізніше стало відомо і про офіційне об'єднання країн у міжнародну коаліцію щодо підтримки України. Так, у Нідерландах, міністр закордонних справ України Павло Клімкін уперше заговорив про формування такого об'єднання.
Міжнародна коаліція надає Україні військову, політичну, фінансову, гуманітарну, правозахисну та реформаторську підтримки, а також веде санкційну політику щодо країни-агресора, яка розв'язала війну проти України.
За словами Президента України Петра Порошенка головне завдання міжнародної коаліції — це «рішуча відсіч злочинам терористів («ДНР» і «ЛНР»), посилення усіх форм тиску на тих, хто їх спонсорує (РФ) та політична підтримка з боку цивілізованих держав».

## Учасники міжнародної коаліції на підтримку України

### Організації
- Військово-політичні об'єднання:
- НАТО[7][8]
- *  ОБСЄ[9] (крім РФ та низки країн СНД)
- Політичні союзи:
- Європейський Союз[10]
- Вишеградська група[11]
- ГУАМ
- ПАРЄ[12]
- Рада Європи[13] (крім РФ та низки країн СНД)
- більша частина країн-членів ООН[14]
- Економічні союзи:
- Велика сімка[15]
- Велика двадцятка[16] (крім РФ)
- Фінансові інституції:
- Міжнародний валютний фонд[17]
- Світовий банк[18]
- Європейський банк реконструкції та розвитку
- Правозахисні організації:
- Human Rights Watch
- Amnesty International
- Релігійні:
- Святий Престол

### Країни
| - Австралія - Бельгія - Болгарія - Ватикан - Велика Британія - Грузія - Данія - Естонія - Ісландія - Іспанія - Італія - Канада | - Латвія - Литва - Люксембург - Молдова - Нідерланди - Німеччина - Нова Зеландія - Норвегія - Польща - Португалія - Румунія - Словаччина | - Словенія - США - Туреччина - Угорщина - Фінляндія - Франція - Хорватія - Чехія - Швейцарія - Швеція - Японія |

## Організації і країни, які не входять до складу міжнародної коаліції на підтримку України
- СНД
- BRIC
- ЄврАзЕС
- ШОС

## Політична підтримка з боку учасників міжнародної коаліції
Одразу після окупації території Автономної Республіки Крим та міста Севастополя Генеральна Асамблея ООН прийняла Резолюцію про підтримку територіальної цілісності України.
Пізніше відповідні заяви пролунали від численних міжнародних організацій та країн, серед яких Велика сімка, ПАРЄ, Рада Європи, Європейський парламент, ОБСЄ, США, Велика Британія, Франція, Німеччина.

## Фінансова підтримка
Коштом міжнародної допомоги Україна покриває необоронні видатки. У 2023 році Міжнародна фінансова допомога становила 42,5 млрд доларів США., у 2024 році — 41,7 млрд доларів США. 